# Risoba ekeikei
Risoba ekeikei är en fjärilsart som beskrevs av Bethune-Baker 1904. Risoba ekeikei ingår i släktet Risoba och familjen trågspinnare. Inga underarter finns listade.